# Leon Huyben
Leonardus Henricus Hubertus (Leon) Huyben (Meerssen, 18 augustus 1913 – 17 november 1998) was een Nederlands politicus.
Hij werd geboren als zoon van Jacobus Hubertus Huyben (1886-1952, wagenlichter) en Maria Anna Hubertina Bastings (1890-1973). L.H.H. Huyben was achtereenvolgens werkzaam bij de gemeenten Ulestraten, Heel en Panheel en Maastricht voor hij in oktober 1947 burgemeester van Cadier en Keer werd. In 1964 volgde zijn benoeming tot burgemeester van Bergen (L). Begin 1978, een half jaar voor zijn pensionering, kwam hij landelijk in het nieuws omdat hij te dronken was geweest om een gemeenteraadsvergadering voor te zitten. Hij overleed in 1998 op 85-jarige leeftijd. In Cadier en Keer is naar hem de 'Burgemeester Huybenstraat' vernoemd.